# Johann Jakob Freystädtler
Johann Jakob Freystädtler oder Jacob Johann Freystädtler, auch Jacobus Freystaedtler oder Freistädtler, Rufname Jakob (* 1720 in Eichstätt oder 22. Oktober 1723 in Beilngries; † 4. Juli 1787 in Salzburg) war ein deutscher Sänger in der Stimmlage Tenor, Chorleiter und Komponist.

## Leben
Freistädtler besuchte als Sohn des Schneidermeisters Andreas Freystädtler das erzbischöfliche Lyzeum in Neuburg an der Donau. 1748 kam er nach Salzburg, um sich an der Benediktineruniversität einzuschreiben. Er studierte Logik. Noch 1757 wurde er als Jurastudent bezeichnet. Ansonsten ist nichts über seinen Studienfortschritt bekannt.
Seine erste musikalische Ausbildung erhielt er vermutlich bereits in Neuburg an der Donau. Vermutlich wandte er sich wie Leopold Mozart um 1750 dem Musikerberuf zu. Im September 1757 bewarb er sich als Totensinger der Stadtpfarre St. Sebastian, im Oktober erhielt er seine erste hauptberufliche musikalische Anstellung. Einer seiner ersten Schüler wurde der Sänger und spätere Salzburger Violoncellist und Komponist Joachim Joseph Fuetsch.
Im Februar 1759 heiratete er die Witwe seines Vorgängers und Tochter des Salzburgischen Grenadier-Korporals Michael Riedelsperger Anna Maria Haintzen. 1761 wurde als einziges überlebendes Kind Franz Jakob Freystädtler geboren, der später Schüler von Mozart war.
Später wurde Freystädtler Stadtpfarr-Chorregent in Salzburg. Aus dieser Zeit stammen einige Kompositionen. Da er zeitlebens als Jacob Freystädtler bekannt war, wurde er zur Unterscheidung von seinem Sohn auch als Jacob Freystädtler der Ältere bezeichnet. Aufgrund des gleichen Namens ist die Zuordnung der Werke zu ihm oder seinem Sohn schwierig.
Johann Jacob Freystädtler wurde auf dem Friedhof St. Sebastian, heute St. Andrae in Salzburg begraben. Seine Frau starb am 11. Oktober 1799.

## Werke (Auswahl)
- Jacobus Freystaedtler:
  - Ave regina caelorum omnia angelorum, Stück für Sologesang, zwei Violinen und Orgel [o. D.][3]
  - Ave regina, vier Singstimmen und Orgel[1]
  - Salve regina, vier Singstimmen und Orgel[1]